# Nguyễn Minh Phương
Nguyễn Minh Phương (né le 5 juillet 1980 à Long Khánh au Viêt Nam) est un footballeur international vietnamien, qui évoluait au poste de milieu de terrain.

## Biographie

### Carrière de joueur

#### Carrière en sélection
Nguyễn Minh Phương reçoit 73 sélections en équipe du Viêt Nam entre 2002 et 2010, inscrivant 10 buts.
Il participe avec cette équipe à la Coupe d'Asie des nations 2007. Lors de ce tournoi, il joue quatre matchs. Le Viêt Nam atteint les quarts de finale de la compétition, en étant battu par l'Irak.
Il dispute également les éliminatoires du mondial 2006 et les éliminatoires du mondial 2010.

## Palmarès
| Cảng Sài Gòn - Championnat du Viêt Nam (1) : - Champion : 2001-02. - Coupe du Viêtnam (1) : - Vainqueur : 2000. |  | Đồng Tâm Long An - Championnat du Việt Nam (2) - Champion : 2005 et 2006. - Coupe du Việt Nam (1) - Vainqueur : 2005. - Finaliste : 2006. |  | Đà Nẵng Club - Championnat du Vietnam (1) : - Champion : 2012. - Supercoupe du Vietnam (1) : - Vainqueur : 2012. |